# AVFoundation
AVFoundationは、Appleが開発したmacOSやiOS, iPadOS, tvOS, visionOS, watchOSを構成するソフトウェアフレームワークの一つであり、時間ベースのオーディオビジュアルメディアを扱う。Mac OS X Lion (10.7) およびiOS 2.2から導入された。OS X Mavericks (10.9) で非推奨となったQuickTimeやQTKitの後継ともいえる。
Objective-CまたはSwift用のAPIである。
オーディオやビデオ（動画）の記録・再生だけでなく、デジタルカメラやビデオカメラを制御する機能も備えている。